# ناحیه اور-گرین، شهرستان مونت‌کلم، میشیگان
ناحیه اور-گرین (به انگلیسی: Evergreen Township) یک منطقهٔ مسکونی در ایالات متحده آمریکا است که در شهرستان مونتکالم، میشیگان واقع شده‌است.
 ناحیه اور-گرین ۹۱٫۴ کیلومتر مربع مساحت و ۲٬۹۲۲ نفر جمعیت دارد و ۲۶۰ متر بالاتر از سطح دریا واقع شده‌است.